# 中井貴裕
中井貴裕（1990年10月15日—）是一名日本柔道運動員，曾代表國家參加2012年倫敦奧運的男子81公斤級柔道比賽，但在銅牌賽中負於Ivan Nifontov，未能獲獎。